# Yentl
Yentl (The Yeshiva Boy - O menino da Yeshiva) é um conto de Isaac Bashevis Singer.  
Também é uma peça de teatro adaptada por Leah Napolin da obra de Bashevis Singer, em 1975. 
Um filme de 1983, com o mesmo nome, estrelado por Barbra Streisand, vencedor do Oscar de melhor trilha sonora adaptada. 
No Brasil, a peça foi adaptada por Ana Lúcia Ricon de Freitas, em 1991, e esteve em cartaz em 1992 , com Sylvia Massari no papel título.

## Enredo
Adaptação do livro "Yentl, the Yeshiva Boy", escrito por Isaac Bashevis Singer (1902-1991). 
A lendária Barbra Streisand explora novos limites dos seus talentos extraordinários como coautora, produtora, diretora e atriz de Yentl. O resultado, segundo as revistas The New Yarker e Newsweek, é "um feito glorioso, corajoso e muito inspirador". Yentl é o filme mais pessoal e impressionante da carreira brilhante de Barbra Streisand. "Desde Orson Welles não se via um artista com tantas facetas', escreveu a revista The Hollywood Reporter. "Apaixonei-me por este filme"- Gene Siskel, de At The Movies. 
Após a morte do seu pai, Yentl só tem uma ambição na vida: ir para a escola rabínica e estudar. Mas, naquela época, o lugar de uma mulher era em casa, e estudar era coisa para homens. Yentl então arriscava tudo em nome da paixão insaciável pelo estudo: finge que é homem, ingressa na universidade e realiza o seu desejo proibido. Mas, em um lugar onde até a mente mais determinada pode ser traída pelo corpo, por quanto tempo Yentl sera capaz de manter seu segredo bem guardado dos seus novos amigos e do rapaz por quem se apaixonou?